# 苏格拉底悖论
苏格拉底悖论（Socratic paradox），源於「我知道我什麼都不知道」，来自于自指句。

## 死循环
典型的範例如下：
下面的句子是错误的。
上面的句子是正确的。
如果下面的句子是错误的，那么上面的句子也是错误的。那么下面的句子就是正确的，那么上面的句子就是正确的……就这样陷入了死循环。
另外一个典型的范例：
这句话是假话。
如果“这句话”是假话，则这句话是真的，则“这句话”真的是假的，则这句话又是假的；则这句话又是真的……这样又陷入了死循环。

## 苏格拉底悖论分析
1、要判断下面的句子是错误的，那么就先要有下面的句子，才能有这个判断句。下面的句子为【上面的句子是错误的】，上面的句子还没出现，下面的句子就对上面的句子进行了判断。
2、这句话是假话，“这句话是假话”这句话是真话。